# Врангель, Андрей Иванович
Барон Андрей Иванович Врангель (нем. Heinrich Johann Freiherr von Wrangell zu Addinal; 9 декабря 1736 — 23 мая 1813) — российский военный и государственный деятель, генерал-поручик (1790), тайный советник (1797), правитель Ревельского наместничества (1786—1796).

## Биография
Родился 9 декабря 1736 года[по какому календарю?]. Прибалтийский немец из рода Врангелей (ветвь Addinal). Сын Нильса Иоганна фон Врангеля (1709—1778) и Августы Гертруды фон Эссен, двоюродный внук шведского фельдмаршала Карла Генриха Врангеля (1681—1755).
Получил образование в Сухопутном шляхетном корпусе в Санкт-Петербурге (1755—57), откуда был выпущен офицером. В составе русской армии принимал участие в Семилетней войне.
Русско-турецкую войну 1768—1774 годов начал капитаном Куринского пехотного полка (1769), затем служил в Низовском полку, где стал майором. За отличие в кампании 1771 года был награждён орденом Святого Георгия 4-й степени (30.07.1773), с 1771 года — подполковник.
С 1777 года — полковник,  с 22.09.1779 по 01.04.1783 — командир Кексгольмского пехотного полка; с 1782 года — бригадир.
В 1783—1786 годах — поручик правителя (вице-губернатор) Ревельского наместничества.
С 23.10.1786 по 28.11.1796 годы — правитель наместничества, вплоть до преобразования его в Эстляндскую губернию.
В 1791 году был награждён орденом Св. Владимира 2-й степени.
Умер 23 мая (4 июня) 1813 года в Эстляндской губернии.

## Семья
А. И. Врангель был женат (с 4.5.1778) на Якобине Августе Елизавете фон Лёвенштерн (нем. Jakobine Auguste Elisabeth von Löwenstern; 1756—1818), от которой у него было 12 детей (двое умерли младенцами).
Из его сыновей большинство выбрали военную карьеру, причём наибольших успехов достиг Людвиг Андреевич (Нильс Людвиг фон) Врангель (18.05.1786—24.08.1847) — полковник (затем — статский советник), участник Наполеоновских войн, Волынский и Могилёвский вице-губернатор.
Обе дочери А. И. Врангеля вышли замуж за генералов.